# Piranga
A Piranga a madarak osztályának verébalakúak (Passeriformes) rendjébe és a kardinálispintyfélék (Cardinalidae) családjába tartozó nem.

## Rendszerezésük
A nemet Louis Pierre Vieillot írta le 1807-ben, az alábbi fajok tartoznak ide:
- Piranga erythrocephala
- Piranga leucoptera
- Piranga rubriceps
- Piranga roseogularis
- skarláttangara (Piranga olivacea)
- sáfránytangara (Piranga ludoviciana)
- Piranga bidentata
- piros tangara (Piranga rubra)
- Piranga hepatica
- Piranga lutea
- Piranga haemalea[1] vagy Piranga lutea haemalea[2]
- Piranga flava